# Rastiš
Rastiš este un sat din comuna Ulcinj, Muntenegru. Conform datelor de la recensământul din 2003, localitatea are 409 locuitori (la recensământul din 1991 erau 527 de locuitori).

## Demografie
În satul Rastiš locuiesc 312 persoane adulte, iar vârsta medie a populației este de 37,9 de ani (37,4 la bărbați și 38,4 la femei). În localitate sunt 130 de gospodării, iar numărul mediu de membri în gospodărie este de 3,15.
|  |

| Demografie | Demografie | Demografie |
| An         | Locuitori  | Locuitori  |
| ---------- | ---------- | ---------- |
|            |            |            |
|            |            |            |
|            |            |            |
|            |            |            |
| 1948       | 350        |            |
| 1953       | 369        |            |
| 1961       | 405        |            |
| 1971       | 453        |            |
| 1981       | 565        |            |
| 1991       | 527        | 489        |
| 2003       | 473        | 409        |

| \| Componența etnică conform recensământului din 2003[2] \| Componența etnică conform recensământului din 2003[2] \| Componența etnică conform recensământului din 2003[2] \| Componența etnică conform recensământului din 2003[2] \| Componența etnică conform recensământului din 2003[2] \| \| ----------------------------------------------------- \| ----------------------------------------------------- \| ----------------------------------------------------- \| ----------------------------------------------------- \| ----------------------------------------------------- \| \| \| \| \| \| \| \| Albanezi \| Albanezi \| \| 409 \| 100% \| \| necunoscută \| necunoscută \| \| 0 \| 0% \| |             |  |     |      |
| Componența etnică conform recensământului din 2003 |             |  |     |      |
| |             |  |     |      |
| Albanezi | Albanezi    |  | 409 | 100% |
| necunoscută | necunoscută |  | 0   | 0%   |